# Georg Mayer (Bischof)
Georg Mayer (* 11. Juli 1768 in Treffen; † 22. März 1840 in Klagenfurt) war Bischof von Gurk.

## Leben
Georg Mayer wurde als Sohn eines Gastwirtes in Treffen geboren. Er absolvierte das Gymnasium in Klagenfurt und studierte anschließend in Graz Theologie. Am 22. August 1790 wurde er durch Fürstbischof Salm zum Priester geweiht.
Georg Mayer wirkte über 20 Jahre lang als Pfarrer in Sirnitz (Gemeinde Albeck) und Malborghetto (Malborghet). Seine Tätigkeit fiel in die Zeit der Franzosenkriege, unter denen der Markt Malborghet viel zu leiden hatte. Als der Markt in Flammen aufging, stürzte der Pfarrer im Hagel der Granaten in die Kirche, um das Allerheiligste zu retten.
Nach dem Frieden von Schönbrunn wurde Malborghet italienisch und Mayer bewarb sich 1810 um die freistehende Pfarre St. Veit an der Glan. Am 24. November 1818 wurde Mayer durch Kaiser Franz I. zum Gubernialrat und geistlichen Studienreferenten bei der Regierung in Laibach ernannt und wurde 1826 Dompropst an der Kathedrale von Laibach.

Krypta in Straßburg, wo auch Bischof Mayer – ohne Inschrift – begraben wurde

Nach dem Tod des Gurker Bischofs Jakob Peregrin Paulitsch blieb das Bischofsamt fast ein ganzes Jahr vakant, bis der Salzburger Metropolit am 14. Oktober 1827 Georg Mayer als neuen Oberhirten ernannte. Am 13. Dezember erfolgte die Bestätigung durch den Kaiser, am 19. April 1828 wurde er in Salzburg zum Bischof geweiht und am 11. Mai in der Domkirche zu Klagenfurt eingesetzt.
Bischof Salm hatte seinen Nachfolgern eine große Schuldenlast hinterlassen, die Mayer wegen seines hohen Alters und der kurzen Regierungszeit nicht mehr bewältigte. Durch seine umfangreichen wirtschaftlichen Kenntnisse konnte die Situation jedoch erheblich verbessert werden. Nebenbei war der Bischof Präsident der Kärntner Ackerbaugesellschaft.
1830 stattete Kaiser Franz I. Kärnten seinen siebenten und letzten Besuch ab und wurde in der Burg unter anderem von Bischof Mayer empfangen. 1834 weihte der Bischof den restaurierten und von nun an auf dem Zollfeld eingefriedeten Herzogstuhl ein. 1838 begrüßte er den neuen Kaiser Ferdinand I. und dessen Gemahlin, der nach der Krönung in Mailand über Kärnten nach Wien zurück reiste.
Am 22. März 1840 verstarb Bischof Mayer in seiner Klagenfurter Residenz. Er wurde als letzter Gurker Bischof in der ehemaligen bischöflichen Residenzstadt Straßburg in der Gruft der Stadtpfarrkirche St. Nikolai beigesetzt.